# Бугульминско-Белебеевская возвышенность
Бугульми́нско-Белебе́евская возвы́шенность (баш. Бөгөлмә-Бәләбәй ҡалҡыулығы, тат. Бөгелмә-Бәләбәй калкулыгы), в Приуралье, образует водораздел высотой до 479 м левых притоков рек Белой, Камы и Волги. Увалисто-холмистое плато.
Старое название — Волго-Уфимская возвышенность.
Сложена известняками, алевролитами, мергелями, глинами и песчаниками. Карстовые провалы и пропасти, пещеры, в некоторых из них имеются наскальные рисунки. Лесостепи и степи сильно изменены человеком — распаханы.
На территории Бугульминско-Белебеевской возвышенности имеется несколько месторождений нефти, включая Туймазинское, Усень-Ивановское, Шкаповское, Ромашкинское.
Рельеф эрозионный, расчленённый реками (глубина врезания русла рек от 100 до 150 м).
Бугульминско-Белебеевская возвышенность расположена в северо-лесостепной, лесостепной и южно-лесостепной подзонах лесостепной провинции Высокого Заволжья. В ландшафте характерно сочетание широколиственных (дуб), мелколиственных (берёза) и широколиственных‑хвойных лесов с луговыми степями. Присутствуют разнотравные степи с ковылём и каменистые степи с кустарниками из бобовника, вишни, тёрна, чилиги. Ландшафт с вертикальной дифференциацией: вершины сыртов облесены сильнее, чем пологие склоны.